# Silicaris
Els silicaris (Silicarea) són un nou embrancament proposat basat en els estudis moleculars del embrancament de les esponges de mar. Alguns científics creuen que els porífers són parafilètics i que algunes esponges com les esponges calcàries són un embrancament separat que va ser el primer a separar-se del regne animal. Els silicaris són considerats el següent embrancament en divergir del llinatge animal primari.